# Pseudoplatyura campbelli
Pseudoplatyura campbelli är en tvåvingeart som först beskrevs av Tonnoir 1927.  Pseudoplatyura campbelli ingår i släktet Pseudoplatyura och familjen platthornsmyggor. Inga underarter finns listade i Catalogue of Life.